# Lotto Development Team
Lotto Development Team is een Belgische wielerploeg, opgericht in 2007. Het is de opleidingsploeg van UCI ProTour-team Lotto. De ploeg was tot en met 2022 een clubteam in het Belgische amateurcircuit. In 2023 kreeg de opleidingsploeg een continentale licentie.

## Geschiedenis
De ploeg werd opgericht vanuit een bestaande wielerclub op nationaal niveau. In 2009 kwam de Lotto-ploeg als sponsor en sindsdien reed de ploeg als belofteploeg van de Lotto-ploeg rond op nationaal clubniveau in België. In 2023 zette de club een stap omhoog en verkreeg een continentale licentie waarmee de ploeg een profteam werd.
In augustus 2023 overleed Tijl De Decker na een botsing met een personenauto. Deze botsing deed zich voor tijdens een training. Na dit ongeluk werd hij naar het Universitair Ziekenhuis Antwerpen gebracht waar hij later aan zijn verwondingen overleed. Tijdens het ongeluk was De Decker actief bij de opleidingsploeg van Lotto Dstny. Carl Roes stopte als ploegleider van het team nadat hij in september 2023 tijdens de Grote Prijs Rik Van Looy een seingever had aangereden toen die hem de weg versperde.
Na het wegvallen van Dstny als sponsor ging de ploeg verder als Lotto Development Team.

## Bekende (voormalige) renners
Onderstaand overzicht geeft enkele bekende renners weer die sinds 2013 bij de opleidingsploeg hebben gereden.
Belgen
Tiesj Benoot (2013-2014)
Louis Vervaeke (2014)
Laurens De Plus (2015)
Frederik Frison (2015)
Milan Menten (2015-2017)
Dries Van Gestel (2015)
Stan Dewulf (2016-2018)
Bjorg Lambrecht (2016-2017)
Harm Vanhoucke (2016-2018)
Gerben Thijssen (2017-2019)
Brent Van Moer (2017-2019)
Rune Herregodts (2018-2019)
Arne Marit (2018-2020)
Maxim Van Gils (2018-2020)
Ilan Van Wilder (2019)
Florian Vermeersch (2019-2020)
Lennert Van Eetvelt (2020-2022)
Arnaud De Lie (2021)
Alec Segaert (2022-2023)
Gianluca Pollefliet (2022-2023)
Tijl De Decker (2023)
Jarno Widar (2024-heden)
Overig
 James Shaw (2015-2016)
 Mikkel Frølich Honoré (2016-2017)
 Harry Sweeny (2020)